# Giuseppe Burzio

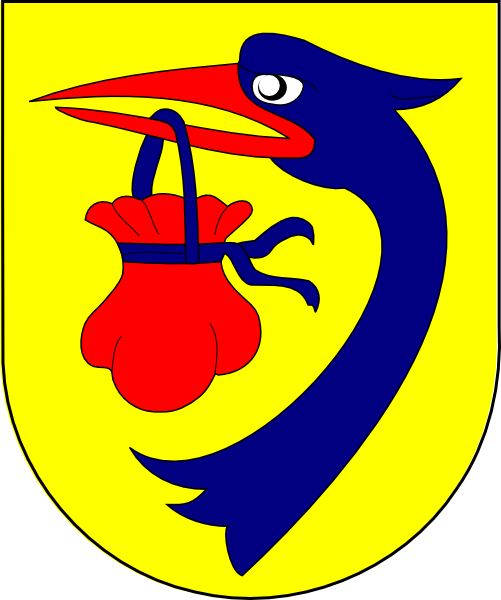

Giuseppe Burzio (* 21. Januar 1901 in Cambiano, Provinz Turin, Italien; † 10. Februar 1966) war ein römisch-katholischer Erzbischof und vatikanischer Diplomat.

## Leben
Giuseppe Burzio empfing am 29. Juni 1924 durch den Apostolischen Vikar von Kenia, Filippo Perlo IMC, das Sakrament der Priesterweihe für das Erzbistum Turin.
Am 2. Mai 1946 ernannte ihn Papst Pius XII. zum Titularerzbischof von Gortyna und bestellte ihn zum Apostolischen Nuntius in Bolivien. Der Erzbischof von Turin, Maurilio Kardinal Fossati OSSGCN, spendete ihm am 30. Juni desselben Jahres die Bischofsweihe; Mitkonsekratoren waren der Weihbischof in Turin, Giovanni Battista Pinardi, und der Bischof von Ivrea, Paolo Rostagno.
1935–1938 war er Auditor der Nuntiatur in Prag und 1940–1945 Charge d'affaires des Heiligen Stuhles in Pressburg (Bratislava) in der Slowakischen Kriegsrepublik. 
Am 18. Dezember 1950 wurde Giuseppe Burzio Apostolischer Nuntius in Kuba. Burzio trat am 7. Januar 1955 als Apostolischer Nuntius in Kuba zurück.
Giuseppe Burzio nahm an allen vier Sitzungsperioden des Zweiten Vatikanischen Konzils teil.